# Protoneura dunklei
Protoneura dunklei là một loài chuồn chuồn kim thuộc họ Protoneuridae. Loài này có ở Cộng hòa Dominica và có thể cả Haiti. Môi trường sống tự nhiên của chúng là rừng ẩm vùng đất thấp nhiệt đới hoặc cận nhiệt đới và sông ngòi. Chúng hiện đang bị đe dọa vì mất môi trường sống.